# Lamprotornis chloropterus
Lamprotornis chloropterus là một loài chim trong họ Sturnidae.